# Immunitat passiva
La immunitat passiva és la transferència d'immunitat humoral activa d'anticossos preparats. La immunitat passiva es pot produir de manera natural quan els anticossos materns es transfereixen al fetus a través de la placenta (o al nadó amb l'alletament) i també es pot induir artificialment quan es transfereixen alts nivells d'anticossos específics d'un patogen o toxina (obtinguts d'humans, cavalls o altres animals). a persones no immunes a través de productes sanguinis que contenen anticossos, com en la immunoglobulinoteràpia o la seroteràpia. La immunització passiva s'utilitza quan hi ha un alt risc d'infecció i un temps insuficient perquè el cos desenvolupi la seva pròpia resposta immunitària o per reduir els símptomes de malalties en curs o en situació d'immunosupressió. Es pot proporcionar immunització passiva quan les persones no poden sintetitzar anticossos i quan han estat exposades a una malaltia contra la qual no tenen immunitat.

## Immunitat passiva naturalment adquirida
La immunitat passiva materna és un tipus d'immunitat passiva naturalment adquirida, i es refereix a la immunitat mitjançada per anticossos transferida d'una mare al seu fetus durant la gestació. Els anticossos materns (AcMat) són transportats a través de la placenta fins al fetus per un receptor FcRn de les cèl·lules placentals. Això es produeix vers el tercer mes de gestació. La IgG és l'únic isotip d'anticòs que pot travessar la placenta. La immunitat passiva també és fornida per la transferència d'anticossos IgA de la llet materna, que són transferits a l'intestí de l'infant, protegint-lo d'infeccions bacterianes fins que el nounat pugui sintetitzar els seus propis anticossos.

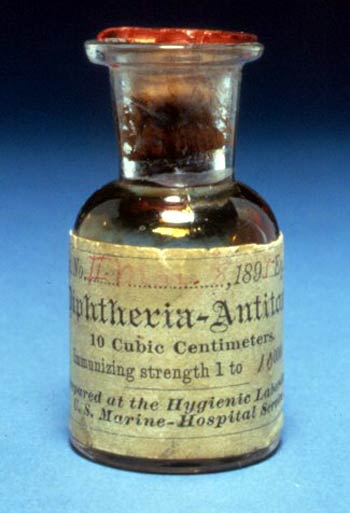
Una de les primeres ampolles produïdes d'antitoxina contra la diftèria (1895).

## Immunitat passiva artificialment adquirida
La immunitat passiva artificialment adquirida és una immunització de curt termini induïda per la transferència d'anticossos, que poden ser administrats de diverses maneres; com a plasma sanguini humà o animal, com a immunoglobulina humana per ús intravenós (IVIG) o intramuscular, i en forma d'anticossos monoclonals (Mab). La transferència passiva és utilitzada amb finalitats profilàctiques en el cas de malalties d'immunodeficiència, com ara la hipogammaglobulinèmia. També s'utilitza en el tractament de diversos tipos d'infecció aguda i per a tractar enverinaments. La immunitat produïda per la immunització passiva només dura un període curt, i també hi ha un risc potencial de reaccions d'hipersensibilitat, i malaltia del sèrum, especialment davant de gamma globulina d'origen no humà.
La inducció artificial d'immunitat passiva s'ha fet servir des de fa més d'un segle per a tractar malalties infeccioses, i abans de l'aparició dels antibiòtics sovint era l'únic tractament per certes infeccions. La teràpia d'immunoglobulina continuà sent una teràpia de primera línia en el tractament de malalties respiratòries greus fins a la dècada del 1930, fins i tot després de la introducció dels antibiòtics de sulfonamida.

## Transferència passiva d'immunitat cel·lular
La transferència passiva o "adoptiva" d'immunitat cel·lular és conferida per la transferència de limfòcits T "sensibilitzats" o activats d'un individu a l'altre. És rarament utilitzada en humans perquè requereix donants histocompatibles (complementaris), que sovint són difícils de trobar. En el cas de donants no complementaris, aquest tipus de transferència comporta un gran risc de malalties d'empelt contra hoste. Tanmateix, s'ha utilitzat per a tractar certes malalties, incloent-hi alguns tipus de càncer i immunodeficiència. Aquest tipus de transferència es diferencia del trasplantament de medul·la òssia, en què es transfereixen cèl·lules mare hematopoètiques (no diferenciades).